# Ford 1937
El Ford 1937 va ser un automòbil fabricat per la Ford Motor Company als Estats Units l'any 1937.

## Història
Aquest model de Ford va ser una versió millorada del Ford 48, que se li van fer canvis importants en el motor Ford V-8, per millorar la potència, el valor amb què va sortir al mercat de l'automòbil era de 850 dòlars. Se li van fer reformes cosmètiques, donant-li major arrodoniment a les parts del capó, col·locant-li reixetes de ventilació lateral i fent de la graella o (front d'entrada d'aire per al radiador) un format en V.

### Anys 1938 - 1939 i 1940
En els anys de la depressió econòmica dels Estats Units, aquest vehicle que es va començar a fabricar l'any 1937, va sofrint arranjaments en la seva imatge, mantenint la mecànica en general, excepte algunes innovacions en el fre i la il·luminació. El model de Ford que es va fabricar en el 1938, apareix al mercat d'aquest any amb una graella o front modificat, on se li dona forma de cor, l'any 1939 es torna a canviar el format de la graella acovardint el seu format i col·locant-la en la part mitjana inferior, en aquest any se li van millorar els frens, sortint per primera vegada els frens hidràulics, els fars es fan en unitats segellades, a més es millora el motor amb innovacions en el carburador, l'any 1940 novament es fan arranjaments cosmètics, se li apliquen braços hidràulics al capó.

## Galeria

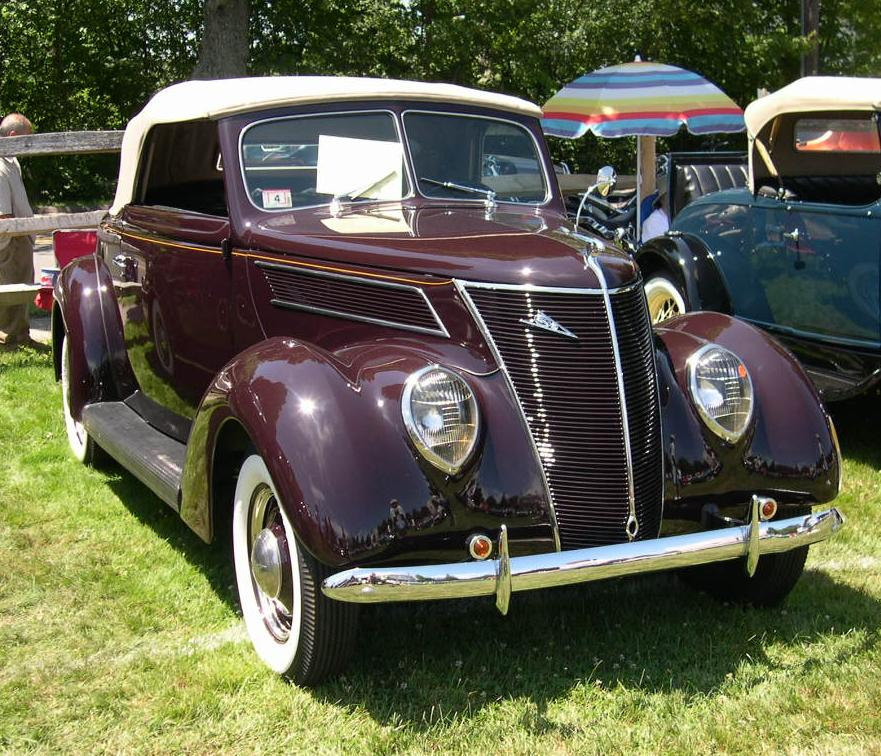
Ford 1937 Cabriolet
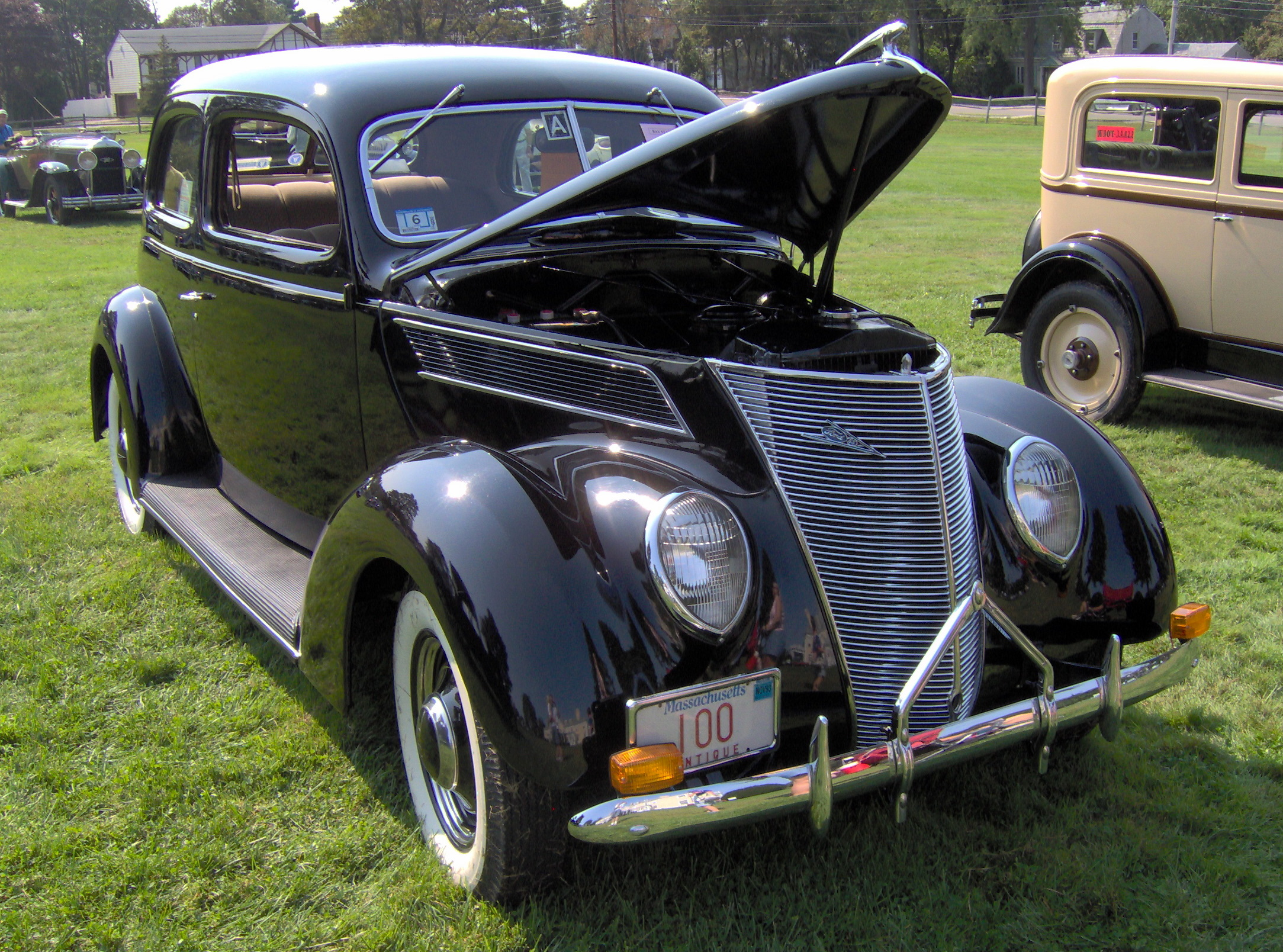
Ford 1937 Cupé
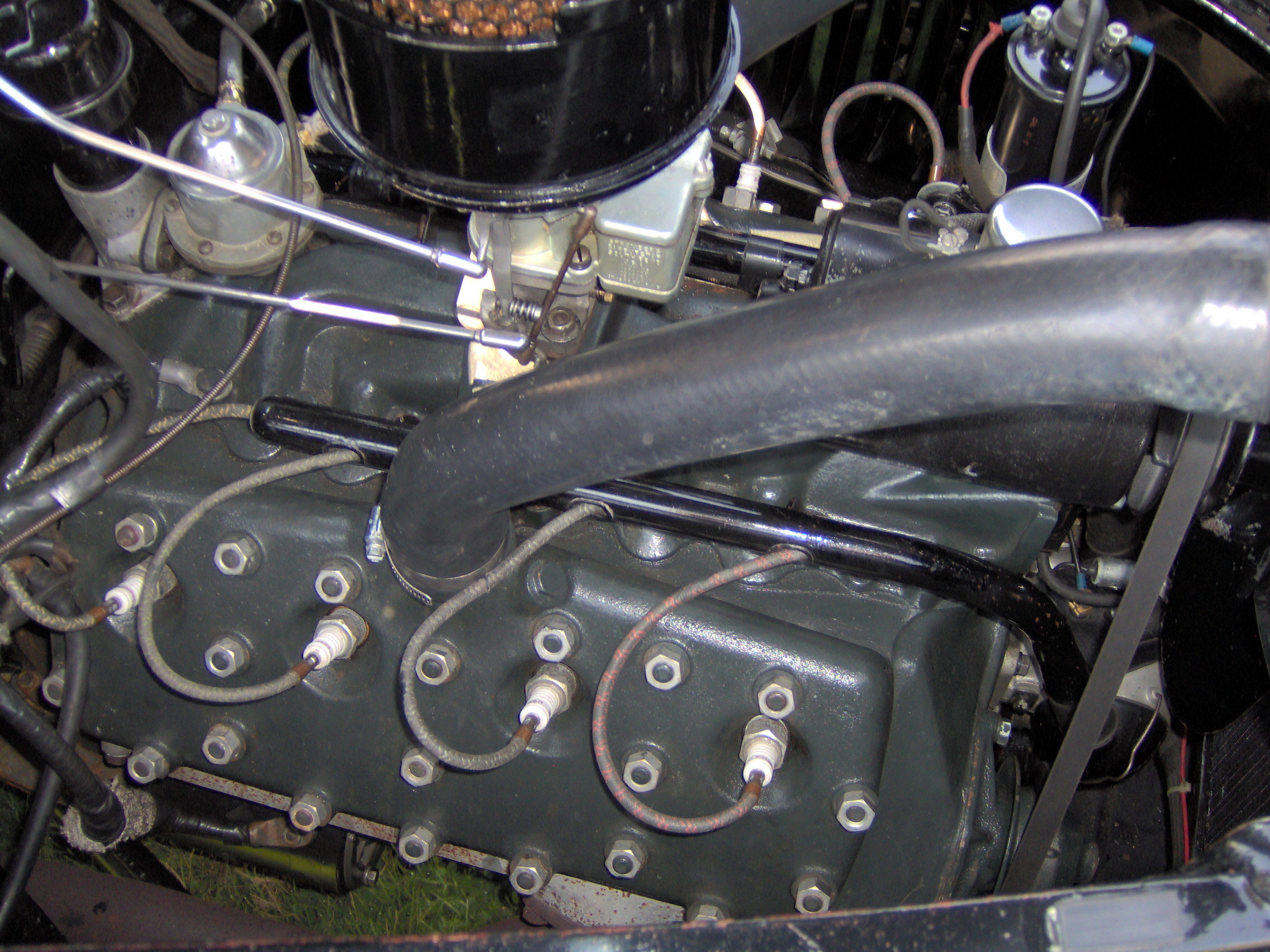
Motor Ford V-8 1937
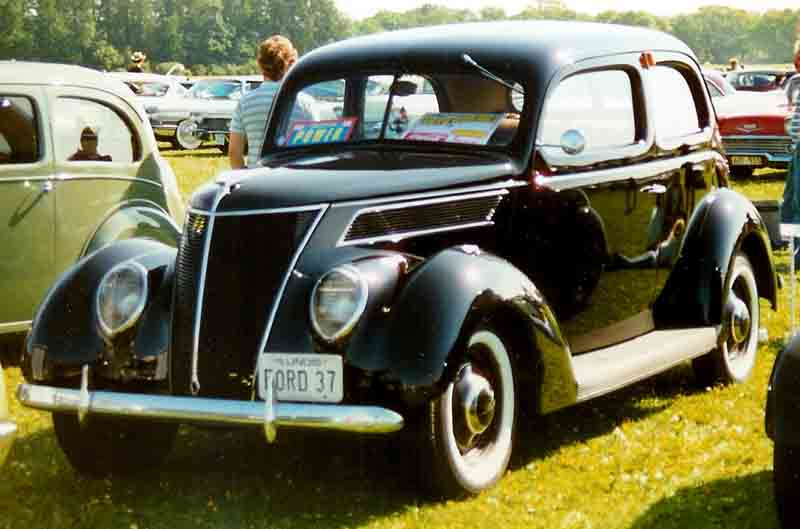
Ford 1937 Tudor sedan de luxe
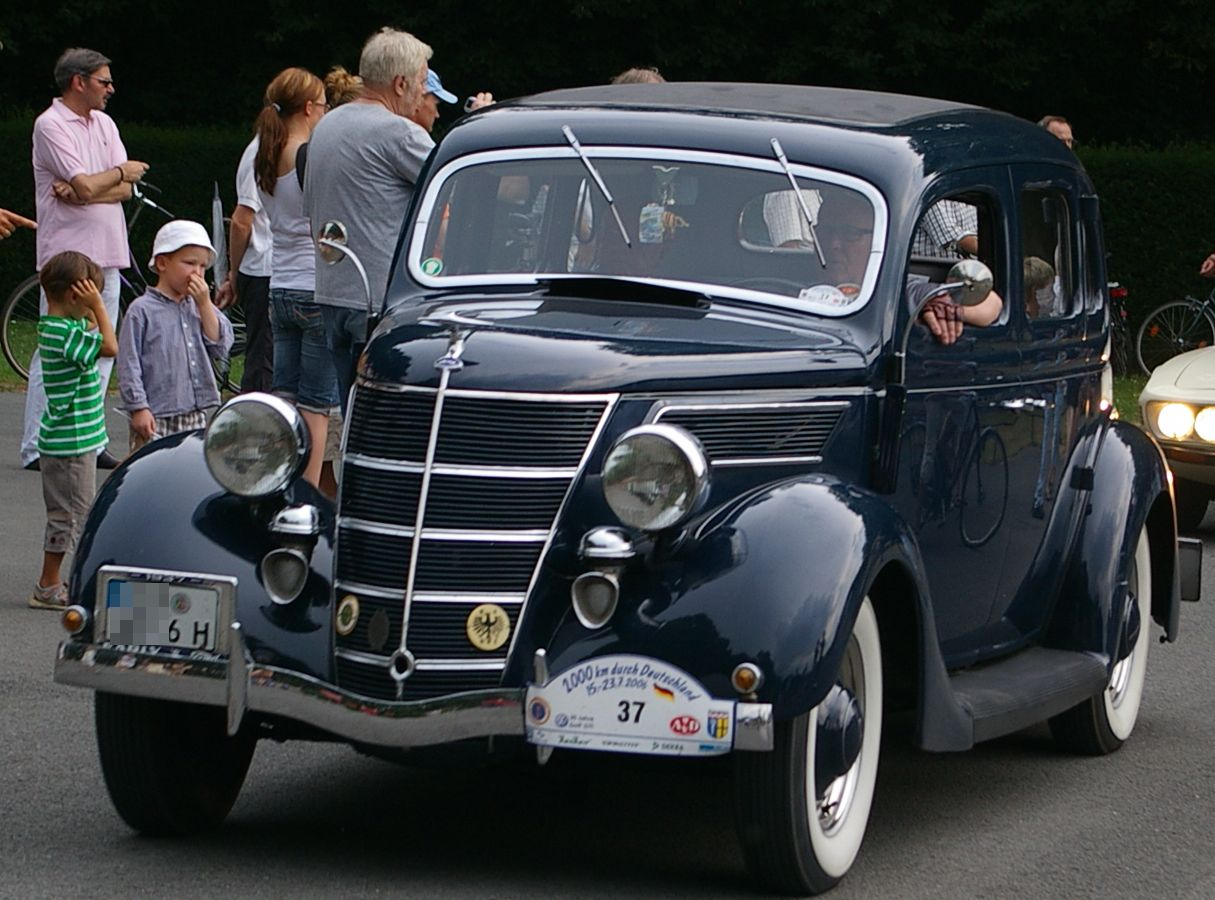
Ford 1937 convertible sedan 4 portes
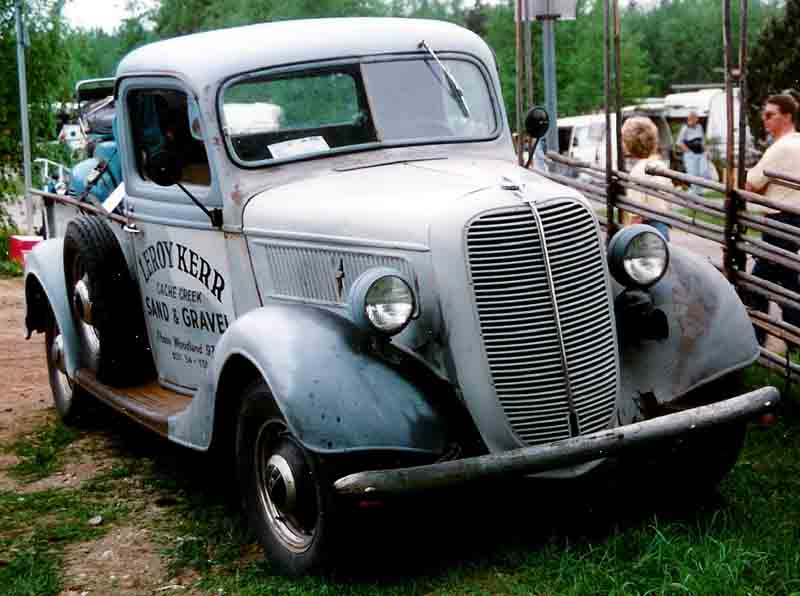
Ford 1937 Pickup
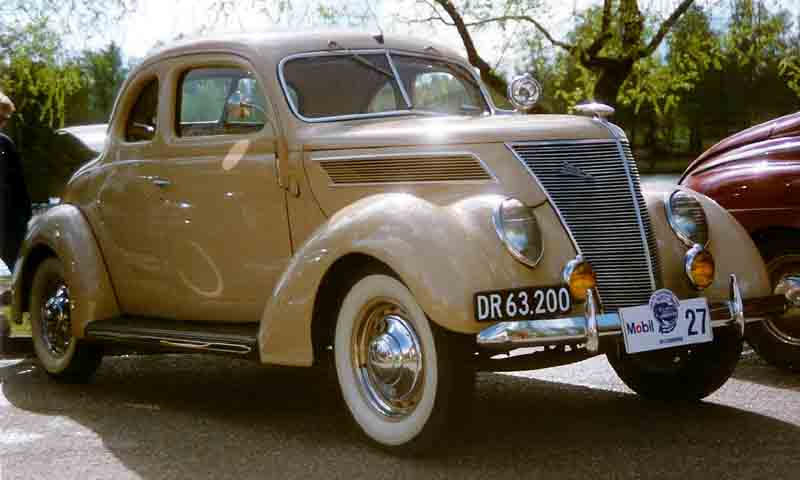
Ford 1937 Coupé
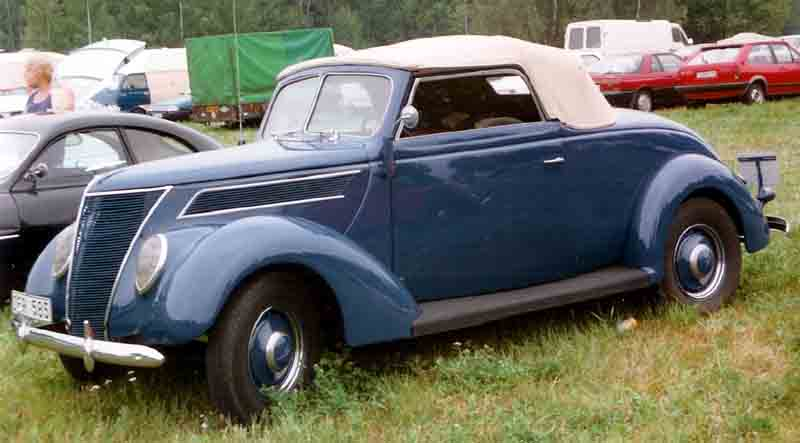
Ford 1937 convertible